# Jaden Smith
Jaden Christopher Syre Smith, född 8 juli 1998 i Los Angeles, är en amerikansk skådespelare och rappare.

## Familj
Smith är son till Will Smith och Jada Pinkett Smith samt har två syskon, den yngre systern Willow Smith och den äldre halvbrodern Willard Carroll III, också känd som Trey Smith.

## Karriär
Smith gjorde sin filmdebut i filmen Jakten på lycka som Christopher, son till Will Smiths karaktär, Chris Gardner. För sin roll vann Smith priset för Bästa genombrott på 2007 MTV Movie Awards. I filmen The Day the Earth Stood Still spelade han Jacob. År 2010 kom filmen Karate Kid, en nyinspelning av filmen med samma namn från 1984 där Jaden Smith spelar huvudrollen som Dre Parker, en amerikansk pojke som precis flyttat till Peking med sin mamma. 
I samverkan med Karate Kid släppte Justin Bieber singeln Never Say Never där Jaden medverkar som rappare, endast elva år gammal. Han har även varit med i en av Justin Biebers nya låt i albumet Believe. Låtens namn är Fairytale. I filmen After Earth från 2013 spelar Jaden Smith den 13-årige Kitai, son till Will Smiths karaktär general Cypher Raige. 2016 spelade Smith rollen som Marcus "Dizzee" Kipling i kritikerrosade Netflix serien The Get Down.  
Vid Oscarsgalan 2007 presenterade Smith priset för bästa animerade kortfilm och Bästa kortfilm, tillsammans med nominerade Abigail Breslin.

## Filmografi
| År        | Titel                           | Roll                        | Noter      |
| --------- | ------------------------------- | --------------------------- | ---------- |
| 2003-2004 | All of Us                       | Reggie                      | TV         |
| 2006      | Jakten på lycka                 | Christopher                 | Film       |
| 2008      | The Suite Life of Zack and Cody | Travis Baker                | TV         |
| 2008      | The Day the Earth Stood Still   | Jacob Benson                | Film       |
| 2010      | The Karate Kid                  | huvudroll Dre Parker        | Film       |
| 2010      | Superwoman                      | (Alicia Keys) Jaden Smith   | Musikvideo |
| 2010      | Whip My Hair                    | (Willow Smith) Jaden Smith  | Musikvideo |
| 2010      | Never Say Never                 | (Justin Bieber) Jaden Smith | Musikvideo |
| 2012      | Amulet                          | Navin                       | Film       |
| 2012      | Hapiness                        | (Dana Misaghi) Jaden Smith  | Film       |
| 2012      | Fairytale                       | (Justin Bieber) Jaden Smith | Musikvideo |
| 2013      | After Earth                     | (Will Smith) Jaden Smith    | Film       |
| 2016-     | The Get Down                    | Marcus "Dizzee" Kipling     | TV         |
| 2020      | Life in a Year                  | huvudroll Daryn             | Film       |

## Priser och nomineringar
- Black Reel Awards
  - 2007: Breakthrough Performance: Jakten på lycka (Nominerad)

- Broadcast Film Critics Association Awards
  - 2007: Best Younger Actor: Jakten på lycka (Nominerad)

- Image Awards
  - 2007: Outstanding Supporting Actor in a Motion Picture: Jakten på lycka (Nominerad)

- MTV Movie Awards
  - 2007: Breakthrough Performance: Jakten på lycka (Vann)

- Phoenix Film Critics Society Awards
  - 2007: Best Performance by a Youth in a Lead or Supporting Role- Male: Jakten på lycka (Vann)

- Teen Choice Awards
  - 2007: Choice Chemistry: Jakten på lycka (Vann) med Will Smith

- Golden Raspberry Awards
  - 2014: Worst Actor: After Earth (vann)